# Johnny-Cash-Museum
Das Johnny-Cash-Museum ist dem Country-Sänger und Songschreiber Johnny Cash (1932–2003) gewidmet. Es wurde 2013 in Nashville eröffnet und vermittelt den Besuchern Einblicke in das Leben und die Karriere des Musikers, der zu den bedeutendsten Country-Sängern des 20. Jahrhunderts zählt.

## Geschichte
Johnny Cash und seine Frau June Carter Cash erwarben 1970 ein ehemaliges Theater in Hendersonville und richteten es als Museum sowie als Hauptquartier für ihre geschäftlichen Tätigkeiten ein. Es wurde unter dem Namen The House of Cash bekannt. Privat bewohnte das Ehepaar ein Haus in Hendersonville am Old Hickory Lake, das nach deren Tod an Barry Gibb verkauft und 2007 durch ein Feuer vernichtet wurde.
Um das Andenken an den Sänger aufrechtzuerhalten, beschlossen Shannon und Bill Miller, enge Freunde der Cashs, in Downtown Nashville ein Johnny-Cash-Museum zu eröffnen. Miller und seine Frau finanzierten das Museum aus eigenen Mitteln. Die dort ausgestellten Stücke stammen aus ihrer privaten Sammlung, von Cashs Familie, aus dem ehemaligen Johnny-Cash-Museum in Hendersonville, von anderen Sponsoren wie beispielsweise der Rock and Roll Hall of Fame sowie von Sammlern aus aller Welt.
Das Museum ist seit Mai 2013 in der Third Avenue in der Innenstadt von Nashville für die Öffentlichkeit zugänglich. Es entwickelte sich schnell zu einer Attraktion in der Stadt und erhielt das prestigeträchtige AAA-Rating.

## Sammlungen und Ausstellung
Das Museum beherbergt eine Vielzahl an Raritäten, die mit dem Leben und der Karriere des Künstlers verbunden sind. Es werden rund 1000 Exponate gezeigt, die im Wesentlichen chronologisch geordnet sind. Die Sammlung zeigt verschiedene Perioden seines Lebens, von den bescheidenen Anfängen als Kind auf der Baumwollfarm seiner Familie bis zu seiner Zeit an der Spitze der Musikwelt. Zu den besonderen Exponaten zählen:
- eine Vielzahl an Gitarren, darunter seine erste professionell genutzte, eine Martin-Gitarre, bei der er eine Ein-Dollar-Banknote zwischen die Saiten steckte. Cash benutzte die Banknote, um schlagzeugähnliche Töne (Percussion-Sound) zu imitieren, bevor er in den 1950er Jahren einen Schlagzeuger in seine Band aufnahm.
- Familienfotos und eine Schuljahrbuchseite aus den schwierigen Zeiten der Cashs in den 1940er Jahren in Dyess mit seiner Mitgliedschaftskarte der Future Farmers of America sowie persönliche Briefe.
- mehrere auf der Bühne oder bei Videoaufnahmen getragene Kleidungsstücke, darunter die seines Konzerts im San Quentin State Prison. Aus dem Folsom State Prison, wo Cash ebenfalls ein Konzert gab, stammt ein Zinnbecher. Außerdem ist Cashs US-Luftwaffen-Uniform ausgestellt.
- eine aus den wenig verbliebenen Originalsteinen errichtete Wand des durch ein Feuer vernichteten Wohnhauses der Cashs in Hendersonville.

Einen breiten Raum nimmt die Abteilung Progression of Sound ein, das sich auf Cashs verschiedene Stile und Musikgenres und unterschiedliche Arten von Aufnahmetechniken konzentriert, darunter Live-Mitschnitte von Konzerten wie die in der Grand Ole Opry. Außerdem sind Ausschnitte diverser Film- und Fernsehauftritte zu sehen. Ein weiterer Abschnitt konzentriert sich auf Sun Records, das Label, das Cashs Karriere prägte, und es sind viele seiner Platin- und Goldenen Schallplatten sowie seine CMA-Awards und Grammys ausgestellt. In einem Studio können CD-, LP- und Videoaufnahmen abgespielt und mittels eines Greenscreens Fotomontagen mit Cash erstellt werden. Am Ausgang des Museums werden die Besucher mit einem Video von Cashs Coverversion des Songs Hurt verabschiedet.